# Hintergrundserfüllung
Hintergrundserfüllung (gelegentlich auch Hintergrunderfüllung) ist ein auf den Soziologen Arnold Gehlen zurückgehender Begriff der modernen Anthropologie und Soziologie. Er bezeichnet die dauerhafte und stabile Erfüllung wichtiger menschlicher Bedürfnisse, die in zweierlei Hinsicht im „Hintergrund“ bleiben kann: Sie muss dem Betroffenen nicht bewusst sein (er kann sich sogar im Extremfall darüber täuschen, dass diese Erfüllung tatsächlich vorliegt), und sie muss nicht in einzelnen Akten oder Handlungen stattfinden.
Aufbauend auf einer Charakterisierung des Menschen als eines Mängel- und handlungsorientierten Wesens hatte Gehlen eine Theorie der Institutionen entworfen. Zu deren Elementen und Funktionen gehören unter anderem Innenstabilisierung, Außenweltstabilisierung, Gegenseitigkeit und Hintergrundserfüllung.

„Das Bewusstsein, dass eine Befriedigung eines Bedürfnisses jederzeit möglich ist […] nennen wir Hintergrunderfüllung, wobei im Grenzfalle das vorausgesetzte Bedürfnis gar nicht mehr in handlungsbesetzende Aktualität übergeht.“

Ausgehend von Gehlen hat der Begriff vor allem in der Soziologie weitere Verbreitung gefunden und sich dabei teilweise auch vom konzeptionellen Rahmen der Gehlenschen Anthropologie gelöst.